# Баят
Баят (араб. بَيْعَة,  Бай’а) — в ісламській правовій системі визнання чиєїсь влади і керівництва. 
Здійснюється шляхом рукостискання, під час якого дається клятва на вірність. Саме так приймав клятви від своїх сподвижників пророк Мухаммед. 
Першою людиною, якій у мусульманській общині була дана клятва на вірність, був сам Мухаммед. Згідно з процедурою баяту в сунітській правовій системі, халіф може бути обраним в результаті консенсусу, що досягається на зборах лідерів мусульманської общини. Ці збори можуть складатися з улемів, військових командирів і впливових мусульманських лідерів. Завершену форму в ісламському праві ця процедура набула після обрання халіфом Абу-Бекра. У подальшій історії мусульманських держав баят сприймався як обов’язкова умова підтвердження повноважень нового халіфа чи іншого правителя, та ця процедура здебільшого носила вже формальний характер, бо мусульманські держави стали монархіями, де діяв спадковий принцип передачі влади. 
Баятом також називається клятва в суфізмі, яку дає учень (мюрид) своєму учителю (муршиду) про те, що він лишиться вірним і буде виконувати його вказівки. Підставою для баяту вважаються приклади з життя пророка Мухаммеда, коли він напередодні здійснення важливих справ приймав клятву вірності від своїх сподвижників.
У наш час різні релігійно-політичні угруповання використовують поняття баяту для створення опозиційних груп, що протистоять існуючій владі. 
Деякі дослідники вбачають у доктрині баяту паралелі з сучасними демократичними виборчими механізмами. Але баят — це не процес виборів, а згода на основі консенсусу певної частини державних чи громадських діячів на користь кандидатури того чи іншого правителя. Крім того, на відміну від демократичних засад, правитель не вибирається більшістю голосів народу. Народ просто ставиться перед фактом затвердження правителя і зобов’язаний визнати цей вибір.